# Jiří Fidler
Jiří Fidler (* 26. ledna 1961 Rychnov nad Kněžnou) je český historik, spisovatel a překladatel odborné literatury. Pracoval jako vědecký pracovník ve Vojenském historickém ústavu, přednášel na Univerzitě Palackého v Olomouci a Univerzitě Karlově v Praze. Zabývá se českými a evropskými vojenskými dějinami s důrazem na 20. století.

## Kariéra
Jiří Fidler vystudoval Filozofickou fakultu Univerzity Palackého v Olomouci (obor historie). V letech 1985 až 1991 působil jako asistent a odborný asistent tamtéž. Absolvoval postgraduální studium politologie v rámci programu TEMPUS (1991), doktorské studium v oboru politologie na Fakultě sociálních věd Univerzity Karlovy v Praze.
V letech 1991 až 2004 byl zaměstnancem Vojenského historického ústavu v Praze, kde působil jako vědecký pracovník, vědecký tajemník a vedoucí oddělení, od roku 1994 jako voják z povolání. Zároveň v letech 1995 až 2006 přednášel na katedře mezinárodních vztahů Institutu politologických studií Fakulty sociálních věd Univerzity Karlovy v Praze. V letech 2004 až 2006 pracoval ve Vojenském ústředním archivu Praha a v letech 2007 až 2010 působil jako poradce na Úřadu vlády ČR.

## Dílo (část)

### Vlastní publikace
- Atentát, 2002
- Bratrská agrese – 21. srpen 1968, 2003
- Dějiny NATO (s P. Marešem), 1997
- Encyklopedie branné moci Republiky československé 1920–1938 (spoluautor), 2006
- Generálové legionáři, 1999
- Na čele armády, 2005
- Osvoboditel, 1999
- Slavkovská encyklopedie, 2005 (Cena Egona Erwina Kische)
- Sokolovo 1943, 2003
- Stalinovi maršálové, 1998
- Vojenské dějiny, střední Evropa (spoluautor), 2013
- Vzkazy domů (spoluautor), 2012
- Za víru, vládce a vlast, 2005
- Zborov, 2003
- 1945, osvobození – 1968, okupace (spoluautor), 2008

### Překlady literatury faktu
- DiNardo, Nerovní spojenci, 2006
- Dyke, Zimní válka, 2007
- Glantz, Bouře směřuje na Balkán, 2008
- Glantz, Charkov 1942, 2006
- Glantz, Srpnová bouře, 2006
- Irving, Norimberk, 2009
- Manstein, Ztracená vítězství, 2006
- Murphy, O čem Stalin věděl, 2008
- Przybylo, Charkov – Donbass 1943, 2008
- Solonin, 23. červen, 2010
- Stolfi, Hitlerovy tanky na Východě, 2007
- Suvorov, Den M, 2008
- Žukov, vzpomínky a úvahy, 2005-2006

### Výstavní činnost
- Krása evropské faleristiky, Praha – Hrzánský palác, 2009
- Vyznamenání presidentů republiky / Řád bílého lva, Praha – Hrad, 2000